# Susanne de Navailles

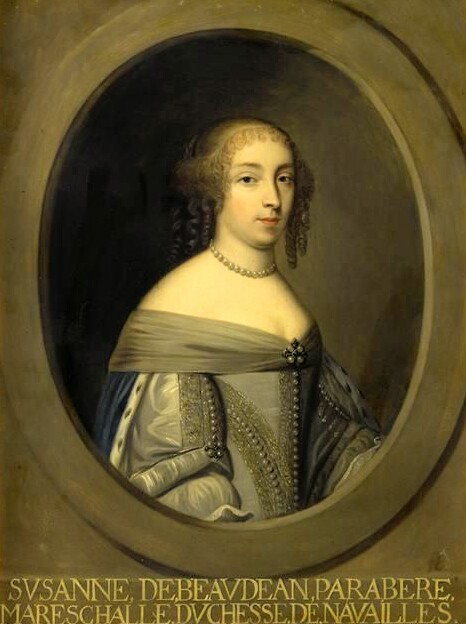
Susanne de Navailles

Susanne de Navailles, född 1625, död 1700, var en fransk hovfunktionär. 
Hon var Première dame d'honneur till Frankrikes drottning Maria Teresia av Österrike mellan 1660 och 1664. 

## Biografi
Hon var dotter till Charles, greve de Neuillan, och gifte sig 1651 med Philippe de Montaut-Bénac, hertig de Navailles. Som barn utsågs hon till gudmor åt Madame de Maintenon trots att hon bara var nio år, något som inte var ovanligt vid denna tid.
Hon utsågs till första hovdam åt drottningen inför kungens giftermål 1660. Som första hovdam var hon ansvarig för drottningens hovdamer. 
Hon är känd för att kraftfullt ha motsatt sig Ludvig XIV av Frankrikes uppvaktning av drottningens hovfröknar. År 1664 uppvaktade kungen hovfröken Anne-Lucie de la Mothe-Houdancourt, något Navailles motsatte sig och gjorde allt för att förhindra, och förebrådde kungen i hans försök med religiösa argument. 
Han sade åt henne att inte lägga sig i saker hon inte hade med att göra, och framhöll för henne fördelarna att samarbeta. Hon rådfrågade då en präst, och stärktes i sin övertygelse att det var hennes plikt att förhindra äktenskapsbrott. Hon fortsatte då att förhindra kungens uppvaktning, och gick så långt att hon lät sätta upp galler för fönstret till hovfröknarnas sovrum för att hindra kungen att ta sig in. Det hela ledde till att hon blev avskedad av den upprörda kungen, som förvisade henne och hennes make från hovet. 
Paret de Navailles tvingades båda lämna hovet, och drog sig tillbaka till sitt eget slott på landet. Kungen upphävde deras förvisning två år senare, på uppmaning av sin mor.